# Mircea Veroiu
Mircea Veroiu (Târgu Jiu, 29 aprile 1941 – Bucarest, 26 dicembre 1997) è stato un regista, sceneggiatore e attore rumeno.

## Biografia
È stato in attività dal 1968 al 1997. Uno dei suoi film venne girato in co-regia con Dan Pița.
Nel corso della sua carriera, il cineasta rumeno ha spaziato tra diversi generi: il giallo, il western, il melodramma, la commedia e i film bellici.
Nel 1985 il suo film Adela vinse il primo premio alla Mostra internazionale del film d'autore di Sanremo. Nel 1986 il suo film Să mori rănit din dragoste de viață partecipò al Festival di Berlino.
Tra il 1986 e il 1990, il regista visse stabilmente in Francia.
La critica cinematografica italiana definì Veroiu «il Visconti romeno» e su di lui sono state scritte diverse retrospettive.

## Filmografia

### Regista
- Ceasul (1970)
- Apa ca un bivol negru (1971)
- Nunta de piatră (1972) – co-regia con Dan Pița
- Șapte zile (1973)
- Duhul aurului (1974)
- Hyperion (1975)
- Oltre il ponte – titolo originale: Dincolo de pod (1975)
- Între oglinzi paralele (1978)
- Artista, dolarii și ardelenii (1980)
- Semnul Șarpelui (1981)
- Așteptând un tren (1982)
- La fine della notte – titolo originale: Sfârșitul nopții (1982)
- Să mori rănit din dragoste de viață (1984)
- Adela (1984)
- Umbrele soarelui (1988)
- Somnul insulei (1994)
- Craii de Curtea Veche (1995)
- Scrisorile prietenului (1996)
- Femeia în roșu (1997)

### Sceneggiatore
- Nunta de piatră (1972) – episodio Fefeleaga
- Dincolo de pod (1975)
- Adela (1984)
- Somnul insulei (1994) – in collaborazione con Bujor Nedelcovici
- Femeia în roșu (1997)

### Attore
- Actorul și sălbaticii (1975)
- Înarmat și foarte periculos (1976)
- Oaspeți de seară (1976)
- Rîul care urcă muntele (1977)
- Rug și flacără (1979)
- Trenul de aur (1986)